# فيلهلم بودنبرج
فيلهلم بودنبرج (بالألمانية: Wilhelm Buddenberg)‏ مواليد 28 أكتوبر عام 1925 وتوفي في عام 1990 هو لاعب كرة قدم ألماني سابق

## روابط خارجية
- فيلهلم بودنبرج على موقع عالم كرة القدم.نت (الإنجليزية)